# У пошуках втраченого скарбу
«У пошуках втраченого скарбу» — радянський двосерійний телефільм 1987 року, знятий режисерами Отаром Літанішвілі і Отаром Шаматавою на кіностудії «Грузія-фільм».

## Сюжет
Героїко-пригодницький фільм про полум'яне кохання трьох друзів до своєї батьківщини. Вмираючи, дід заповів своєму онукові Луці вірою і правдою служити герою Вамеху, який за народним повір'ям має прийти і звільнити країну від гніту кровожерного візира. Княжна Твалта теж чекає на прихід Вамеха — вона повинна передати йому сімейну таємницю — скарб, завдяки якому Вамех стане невразливим. Проте найманці візира викрадають її з монастиря, де ховалася Твалта. Лука, його друзі, Бакур і Заал, рятують княжну, але самі опиняються у ворожій пастці. У старій покинутій фортеці їм належить прийняти свій останній бій.

## У ролях
- Раті Ерадзе — Лука
- Георгій Бурджанадзе — Бакур
- Давид Гіоргобіані — Заал
- Ніно Сухішвілі — княжна Твалта
- Мака Цкітішвілі — Цісія
- Шота Крістесашвілі — візир
- Нугзар Курашвілі — Зорбег
- Ліка Кавжарадзе — Лалі
- Мзія Арабулі — селянинка
- Отар Меґвінетухуцесі — князь
- Медея Джапарідзе — мати Єфімія
- Заза Мікашавідзе — одноокий
- Паата Бараташвілі — Верзила
- Русудан Болквадзе — Матінка
- Олександр Савицький — Йовел
- Каха Толордава — блакитногазий
- Темур Десній — Силован
- Грігол Нацвлішвілі — Придон
- Кукурі Абрамішвілі — дід Луки
- Мамука Кадагішвілі — Хвіча
- Діто Цінцадзе — гінець Вамеха
- Дареджан Джоджуа — дочка Іовела
- Т. Хізамбарелі — онук Іовела
- Закарія Сіхарулідзе — Гугу
- Гія Лазішвілі — Бачо
- Резо Імнаїшвілі — епізод
- Звіад Сіхарулідзе — епізод
- Р. Мазманішвілі — епізод
- В. Абуладзе — епізод
- Майя Моцонелідзе — епізод
- Георгій Гургулія — епізод
- Коте Бурджанадзе — епізод
- Нодар Сохадзе — епізод
- Серго Уріадмкопелі — епізод
- Г. Кімерідзе — епізод
- Гурам Мачаваріані — епізод
- Зураб Лежава — епізод
- Майя Цихелашвілі — епізод

## Знімальна група
- Режисери — Отар Літанішвілі, Отар Шаматава
- Сценарист — Лаша Табукашвілі
- Оператор — Давид Шушанія
- Композитор — Давид Цинцідзе
- Художники — Дареджан Джоджуа, Борис Цхакая